# Amapá
Amapá (AP) (udtales:ama'pa) er en brasiliansk delstat, placeret i den allernordligste del af landet i regionen Norte ud til Atlanterhavet. Hovedstaden hedder Macapá og delstaten grænser op til Pará og nabolandet Fransk Guyana.
- Wikimedia Commons har flere filer relateret til Amapá

1°23′N 51°48′V / 1.38°N 51.8°V